# Кутузова, Олимпиада Евграфовна
Олимпиада Евграфовна Кутузова, Олимпия Кутузова Кафьеро (1845, Лялино, Тверская губерния — ок.1914) — русская революционерка-народница.

## Биография
Родилась в дворянской семье Евграфа Андреевича Кутузова (1804—1846), штабс-капитана и его жены Анны Григорьевны (1817—1874). В семье было семеро детей.
В 1874 году в Санкт-Петербурге вышла замуж за итальянского революционера Карло Кафьеро, чтобы получить паспорт и уехать за границу.
Сестра Олимпиады (Липы) — Елена (Октавия) Евграфовна Кутузова была замужем за критиком и публицистом-народником В.А.Зайцевым и вместе с ним принимала участие в деятельности отдела Интернационала в итальянском городе Беневенто.  В доме Кутузовых в Лялино в 1870—1871 году жил писатель- демократ Василий Слепцов, находившийся под негласным полицейским надзором. В 1874 году в доме Кутузовых скрывался от полиции Сергей Кравчинский.  Еще одна старшая сестра Олимпиады Александра Кутузова была участницей революционного движения и с июля 1870 года находилась под негласным полицейским надзором «за посещение студенческих сходок», а с 1874 года — «за прикосновенность к делу о преступной пропаганде». После знакомства с М.А. Бакуниным Олимпиада Евграфовна  покинула мужа и в 1875 году вернулась в Россию, чтобы «идти в народ». 
Работала учительницей в Псковской губернии, затем — докторской помощницей в Симбирской губернии. Там она познакомилась с С. Перовской, после чего возвратилась в родное имение Лялино в Тверской губернии, где около двух лет оказывала медицинскую помощь крестьянам и учила их детей в открытой ею школе, а также пыталась заниматься революционной агитацией. В апреле 1877 года Олимпиада была арестована и находилась в заключении семь месяцев.
После освобождения она предприняла еще одну попытку «хождения в народ» — вместе с А.В. Якимовой и Е.Ф. Завадской, путешествуя под видом странниц, они пытались агитировать в Поволжье. Затем Олимпиада вернулась домой, в Тверскую губернию, где без разрешения властей вновь открыла школу для крестьянских детей. Вскоре эта школа была закрыта властями, однако Олимпиада довела учебный год до конца, занимаясь с детьми в своем доме. В мае 1879 года ее вновь арестовали и как иностранную подданную (жену итальянца) выслали под конвоем за границу.

Отношения с мужем у нее были сложными, поэтому около двух лет она прожила на юге Франции у сестры Елены. В начале 1881 года Олимпиада вернулась в Россию с паспортом на чужое имя, но 20 марта 1881 года ее вновь арестовали и в административном порядке сослали на 5 лет в Тобольскую губернию. Когда она там узнала, что ее муж после освобождения из тюрьмы в Милане пытался покончить с собой и был помещен в психиатрическую больницу, то 6 июня 1883 года она бежала из ссылки и добралась до Милана. Ей удалось перевести мужа в лучшие больничные условия. После смерти мужа в 1892 году Олимпиада жила у сестры Елены в Швейцарии, затем вернулась в Россию, жила с родными в Лялино: 
«В июньском номере журнала «Голос минувшего на чужой стороне» за 1928 год опубликованы «Исторические миниатюры» бывшей актрисы Александрийского театра Карминой-Читау. В одной из миниатюр <...> рассказывается, как, приехав в 1906 году на Лялино озеро, М. Кармина-Читау услышала, что по соседству «живут стародавние помещицы, четыре сестры Кутузовых… такие… нехорошего поведения: в церкви не бывают. А одна из них — жена пирата! <...> Третья из сестер Кутузовых, самая молодая, Олимпиада, и монашеским покроем своей черной одежды, и видом, и повадками более всего напоминала раскольничью начетчицу… Обстановка комнаты, где нас приняли, была донельзя убогой, никаких следов «прежнего величия» в ней и помину не было. Но книги виднелись повсюду, а на стенах висели большие портреты: Белинского, Герцена, Бакунина…» 
Автор воспоминаний, опубликованных в журналах «Былое» (1907) и «Голос минувшего» (1914).

#### Брат и сестры
- Анна Евграфовна Кутузова (в замуж. Зейдер; 1836—?).  Ее муж — Федор Карлович Зейдер, сын врача, внук пастора.
  - Сын — Дмитрий Фёдорович Зейдер (1857, Торжок—после 1888), был близок к московским «чайковцам», был арестован в 1880 году[5]; внук — Георгий Дмитриевич Зейдлер (ок. 1895—1960), правнучка Светлана Георгиевна Зейдер, в замуж. Галкина (1924—2006), ее сын — актер Борис Галкин.
  - Сыновья — Борис Федорович Зейдер (1860—1884), Александр Федорович Зейдер, музыкант.
  - Дочь — Елена Федоровна Зейдер (Кутузова-Щетинина; Щетинина; 1864—1942), актриса. Выступала под фамилией Кутузова. Ее муж  — актер Дмитрий Михайлович Карамазов. После смерти мужа ушла со сцены.
- Иван Евграфович Кутузов (1837—1872)
- Александра Евграфовна Кутузова (1839 —?). Вместе со старшей сестрой Анной Александра занималась переводами с французского для журнала Марко Вовчок, с которой сестры познакомились во время пребывания писательницы в Тверской губернии.
- Надежда Евграфовна Кутузова (1841—?)
- Елена (Октавия) Евграфовна Кутузова (в замуж. Зайцева; 1844 —после 1908). Ее дочь — Мария Варфоломеевна Зайцева (ок.1869—1921) литературно обработала воспоминания матери «В. А. Зайцев за границей (по его письмам и воспоминаниям его жены)», которые были опубликованы в журнале «Минувшие годы» (ноябрь 1908 г.)[3].

Елена Евграфовна Зайцева, ее дочь Мария Варфоломеевна, Надежда Евграфовна и Александра Евграфовна Кутузовы умерли в Лялине и похоронены на местном кладбище. Олимпиада Кафиеро и Елена Федоровна Кутузова-Щетинина умерли в Петрограде, Ленинграде.